# Judy Wajcman
Judy Wajcman ( Austrália: 12 de dezembro de 1950) é uma autora, professora, pesquisadora e teórica feminista. Wajcman é provavelmente mais conhecida por sua análise na iterseção entre estudos de gênero e tecnologia. Ela foi uma das primeiras contribuintes para os estudos sociais da tecnologia, bem como para os estudos de gênero, trabalho e organizações.

## Percurso
Entre 1978 e 1980, Wajcman foi a primeira mulher no St. John's College, Cambridge. Em 1997, ela foi eleita Fellow da Academy of the Social Sciences na Austrália.
Wajcman foi presidente da Sociedade para os Estudos Sociais da Ciência de 2009 a 2011 e recebeu o prêmio William F. Ogburn Career Achievement da American Sociological Association (2013).
Ela recebeu um doutorado honorário da Universidade de Genebra em 2015 e foi eleita Fellow da British Academy em 2016. Seu livro Pressed for Time foi o vencedor do prêmio Ludwik Fleck da Society for Social Studies of Science, em 2017.
Wajcaman é professora na Anthony Giddens de Sociologia da London School of Economics and Political Science. E professora visitante no Oxford Internet Institute . Seus interesses acadêmicos abrangem a sociologia do trabalho, estudos de ciência e tecnologia, teoria de gênero e análise organizacional.
Sua obra foi traduzida para o francês, alemão, grego, italiano, coreano, japonês, português e espanhol. Antes de ingressar na London School of Economics (LSE) em 2009, ela foi Professora de Sociologia na Research School of Social Sciences da Australian National University.

## Obras
- Wajcman, Judy (1983). Women in control: dilemmas of a workers co-operative. New York City: St. Martin's Press. ISBN 9780312887377
- MacKenzie, Donald; Wajcman, Judy (1985). The social shaping of technology: how the refrigerator got its hum. Milton Keynes Philadelphia: Open University Press. ISBN 9780335150267
- Wajcman, Judy (1991). Feminism confronts technology. University Park, Pennsylvania: Pennsylvania State University Press. ISBN 9780271008028
- Wajcman, Judy (1998). Managing like a man: women and men in corporate management. University Park, Pennsylvania: Pennsylvania State University Press. ISBN 9780271018485
- Wajcman, Judy (2004). TechnoFeminism. Cambridge Malden, Massachusetts: Polity. ISBN 9780745630441
- Edwards, Paul; Wajcman, Judy (2005). The politics of working life. Oxford New York: Oxford University Press. ISBN 9780191556692
- Hackett, Edward; Amsterdamska, Olga; Lynch, Michael; Wajcman, Judy (2008). The handbook of science and technology studies 3rd ed. Cambridge, Massachusetts: MIT Press Published in co-operation with the Society for the Social Studies of Science. ISBN 9781435605046
- Wajcman, Judy (2015). Pressed for time: the acceleration of life in digital capitalism. Chicago: The University of Chicago Press. ISBN 9780226196473
- Wajcman, Judy; Dodd, Nigel (2017). A sociologia da velocidade: temporalidades digitais, organizacionais e sociais . Oxford, Reino Unido Oxford University Press.ISBN 0198782853 ISBN 0198782853 . OCLC 952384327.

### Capítulos de livros
- Wajcman, Judy (2001), «Gender and technology», in:  Wright, Smelser, International encyclopedia of the social & behavioral sciences (volume 9), ISBN 9780080430768, Amsterdam New York: Elsevier, pp. 5976–5979.
- Bittman, Michael; Wajcman, Judy (2004), «The rush hour: the quality of leisure time and gender equity», in:  Folbre, Bittman, Family time: the social organization of care, London New York: Routledge, pp. 171–194 ISBN 9780203411650
- Martin, Bill; Wajcman, Judy (2004), «Understanding class inequality in Australia», in:  Devine, Waters, Social inequalities in comparative perspective, ISBN 9780631226857, Malden, Massachusetts: Blackwell Publishing, pp. 163–190.
- Chesley, Noelle; Sübak, Andra; Wajcman, Judy (2013), «Information and communication technology use and work-life integration», in:  Major, Burke, Handbook of work-life integration of professionals: challenges and opportunities, ISBN 9781781009284, Cheltenham, UK Massachusetts, USA: Edward Elgar, pp. 245–268.

### Artigos em jornais
- Wajcman, Judy (junho de 2000). «Feminism facing industrial relations in Britain». British Journal of Industrial Relations. 38: 183–201. doi:10.1111/1467-8543.00158
- Wajcman, Judy (junho de 2000). «Reflections on gender and technology studies: In what state is the art?». Social Studies of Science. 30: 447–464. doi:10.1177/030631200030003005
- Bittman, Michael; Wajcman, Judy (setembro de 2000). «The rush hour: the character of leisure time and gender equity». Social Forces. 79: 165–189. doi:10.1093/sf/79.1.165
- Martin, Bill; Riemens, Wendy; Wajcman, Judy (dezembro de 2000). «Managerial and professional careers in an era of organisational restructuring». Journal of Sociology. 36: 329–344. doi:10.1177/144078330003600304
- Martin, Bill; Wajcman, Judy (maio de 2004). «Markets, contingency and preferences: contemporary managers' narrative identities». The Sociological Review. 52: 240–264. doi:10.1111/j.1467-954X.2004.00467.x
- Bittman, Michael; Rice, James Mahmud; Wajcman, Judy (setembro de 2004). «Appliances and their impact: the ownership of domestic technology and time spent on household work». British Journal of Sociology. 55: 401–423. PMID 15383094. doi:10.1111/j.1468-4446.2004.00026.x. Consultado em 13 de fevereiro de 2021
- Wajcman, Judy (dezembro de 2006). «New connections: social studies of science and technology and studies of work». Work, Employment and Society. 20: 773–786. CiteSeerX 10.1.1.1019.4527. doi:10.1177/0950017006069814
- Wajcman, Judy (março de 2008). «Life in the fast lane? Towards a sociology of technology and time». British Journal of Sociology. 59: 59–77. PMID 18321331. doi:10.1111/j.1468-4446.2007.00182.x
- Wajcman, Judy; Bittman, Michael; Brown, Judith E. (agosto de 2008). «Families without borders: mobile phones, connectedness and work-home divisions». Sociology (journal). 42: 635–652. doi:10.1177/0038038508091620
- Bittman, Michael; Brown, Judith E.; Wajcman, Judy (dezembro de 2009). «The mobile phone, perpetual contact and time pressure». Work, Employment and Society. 23: 673–691. doi:10.1177/0950017009344910
- Wajcman, Judy (janeiro de 2010). «Feminist theories of technology». Cambridge Journal of Economics. 34: 143–152. doi:10.1093/cje/ben057
- Wajcman, Judy; Rose, Emily (julho de 2011). «Constant connectivity: rethinking interruptions at work». Organization Studies. 32: 941–961. doi:10.1177/0170840611410829
- Wajcman, Judy; Jones, Paul K. (setembro de 2012). «Border communication: media sociology and STS». Media, Culture & Society. 34: 673–690. doi:10.1177/0163443712449496
- Ford, Heather; Wajcman, Judy (2017). «'Anyone can edit', not everyone does: Wikipedia's infrastructure and the gender gap» (PDF). Social Studies of Science. 47: 511–527. PMID 28791929. doi:10.1177/0306312717692172